# Байрамович, Златан
Зла́тан Байра́мович (босн. Zlatan Bajramović; род. 12 августа 1979[…], Гамбург) — боснийский футболист, полузащитник; тренер.

## Карьера
Родители Златана Байрамовича родом из Боснии и Герцеговины, но сам он родился в Гамбурге. Всю свою футбольную карьеру провёл в Германии.
Начал заниматься футболом в «Санкт-Паули». В основном составе дебютировал 1 декабря 1998 года. В сезоне 2000/01 стал одним из основных игроков клуба. В 2002 году решил переехать в более сильный клуб, во «Фрайбург». Там он тоже показывал очень хорошую игру. И вскоре на него вышли скауты «Шальке». Летом 2005 года он перешёл в состав команды из Гельзенкирхена. Проведя несколько хороших сезонов в «Шальке», сыграв в матчах Кубка УЕФА и Лиги чемпионов, 30 июля 2008 года Златан покинул клуб и перешёл в «Айнтрахт». В 2011 году Байрамович решил завершить карьеру из-за большого количества травм.